# シックスティーン症候群
『シックスティーン症候群』（シックスティーン シンドローム）は、小夏による日本の漫画作品。『別冊マーガレット』（集英社）2013年3月号別冊ふろく『別マTWO』vol.8から7月号別冊ふろく『別マTWO』vol.12まで連載された。単行本全2巻。ボーイッシュな女子高生が同じ高校に通う男子生徒と幼なじみの女子生徒との間で揺れ動く恋の過程を描く。
その後、タイトルを『R17』（レイテッドセブンティーン）と改め『別冊マーガレット』（集英社）2014年5月号から9月号まで連載された。単行本全1巻。
2020年3月14日に2020年夏に竹内愛紗主演により、動画配信サービス「FOD」で実写ドラマを配信予定であることが発表された。

## あらすじ
第1巻 1st case
高校1年生の東息吹はスポーツ万能の女子高生。ボーイッシュで優しい性格から学校の人気者となり、幼なじみの織田沢めいは息吹が他の男性と恋心を持たないか気が気ではないのだ。「めい」はある事件がきっかけで男嫌いになってしまい、ボーイッシュな息吹といつも行動をともにしている。従って周りからは付き合っているのではないかとの疑念が持たれている。それを知ってか知らずか、他の男子生徒は男嫌いの「めい」を何とかモノにしようとあれこれ手を打ってくるが、その前には常に息吹が立ち塞がるため、なかなかうまくいかないことが多々ある。
そんなある時、同窓生の浅田睦巳が「めい」に近づいてきた。どうやら浅田も「めい」に気があるらしいが、息吹はぶつかってきたことを謝らなかったことが気に入らず、「めい」とその場を立ち去ってしまう。その後も浅田は何かと「めい」に近づくが、息吹はしつこく付きまとう浅田が気に食わない。そんな最中、携帯電話を置き忘れたことに気づいた息吹は「めい」に対して、浅田が来たら逃げろと忠告した後に喫茶店に向かう。すると息吹を待つ「めい」のところに浅田がやって来る。しかし不運なことにその場に不良学生が居合わせており、嫌がる「めい」を連れ去ろうとする。本気で「めい」を守ろうと浅田は不良学生に立ち向かい、警察に連絡することを伝えると不良学生はその場を逃げ去る。その後に駆け付けた息吹は浅田が「めい」を傷つけたものと勘違いをしてしまい、浅田を殴ってしまう。浅田が自分を助けてくれたという事実を「めい」が息吹に伝えたものの、以前息吹が浅田に言い放ったことに触れるように、浅田は息吹に対して自分を殴ったのに謝らなかった人間に2度と近づくつもりはないと言い放ち、その場を立ち去る。浅田がいなくなり、息吹はまたも「めい」だけでなく他人をも傷つけてしまったことを悔いる。
翌日、「めい」の言葉を受けて、息吹は教室前に浅田を呼び出して昨日の件について謝罪する。そして友達程度なら許してやってもいいと告げ、息吹はその場を立ち去る。その姿が気に入った浅田は息吹との付き合いを模索するようになる。でも実は浅田には既に付き合っている彼女がいた。

## 登場人物
東 息吹（あずま いぶき）
高校1年生の女子生徒。ボーイッシュで優しい性格がゆえに同性から人気がある。ある事件がきっかけで幼なじみの織田沢めいを守り抜く決意をする。一生異性を愛することはないかもしれないと諦めている。
織田沢めい（おださわ めい）
高校1年生の女子生徒で息吹の幼なじみ。ある事件がきっかけで男嫌いになってしまい、それ以来息吹に守ってもらっている。
浅田睦巳（あさだ むつみ）
息吹たちと同じ高校に通う男子生徒。始めは他の男子生徒同様に「めい」と付き合おうとするが、息吹との会話で息吹と付き合うことを模索するようになる。

## 書誌情報
- 小夏 『シックスティーン症候群（シンドローム）』 集英社 〈マーガレットコミックス〉、全2巻[2]
  1. 2013年7月25日発売[7]、『別冊マーガレット』3月号別冊ふろく『別マTWO』vol.8[1] - 7月号別冊ふろく『別マTWO』vol.12[1]、ISBN 978-4-08-845074-2
    - もしも いっくんと浅田の性別が逆だったら（描きおろし）
    - もしも いっくんがなよなよしてたら（1話より）（描きおろし）
    - もしも 皆ギャルだったら（描きおろし）

  2. 2014年2月25日発売[8][2]、『別冊マーガレット』2013年10月号 - 11月号、『別冊マーガレットsister』2013年9月増刊号[9]、12月増刊秋号、ISBN 978-4-08-845171-8
- 小夏 『R17 (レイテッドセブンティーン)[5]』 集英社 〈マーガレットコミックス〉、全1巻
  1. 2014年9月25日発売[10]、『別冊マーガレット』2014年5月号[3][1] - 9月号[4][1]、ISBN 978-4-08-845280-7

## 配信ドラマ / テレビドラマ
動画配信サービス「FOD」で2020年6月19日に配信開始。以降全8話に渡って最新話を毎週金曜の0時に配信。主演は竹内愛紗。
2020年7月29日から9月16日まで毎週水曜 1:25 - 1:55（火曜深夜）にフジテレビ系で放送。

### キャスト
- 東 息吹 - 竹内愛紗
- 浅田睦巳 - 板垣瑞生[13]
- 織田沢めい - 武田玲奈[13]
- 櫻井直 - ゆうたろう[13]

### スタッフ
- 原作 - 小夏 『シックスティーン症候群』（マーガレットコミックス / 集英社刊）
- 脚本 - 下田悠子
- 演出 - スミス、椿本慶次郎、青木達也
- 音楽 - RAM RIDER
- プロデューサー - 鹿内植（フジテレビ）、櫻井雄一
- 制作 - ソケット

### 音楽
- 主題歌：赤い公園「ジャンキー」（エピックレコードジャパン）[11]
- エンディング曲：RAM RIDER「おやすみ。」（401）[11][14]

### 配信、放送日程
| 各話   | 配信日        | 放送日        | サブタイトル                       |
| ------ | ------------- | ------------- | ---------------------------------- |
| 第1話  | 2020年6月19日 | 2020年7月29日 | あたしは、おーじ様だから           |
| 第2話  | 6月26日       | 8月05日       | 所詮、あいつだって女だろ           |
| 第3話  | 7月03日       | 8月12日       | ずっと、あたしだけのものだったのに |
| 第4話  | 7月10日       | 8月19日       | 僕より男らしい、彼女               |
| 第5話  | 7月17日       | 8月26日       | 変わらなきゃいけない時             |
| 第6話  | 7月23日       | 9月02日       | 追いかけてくる過去                 |
| 第7話  | 7月30日       | 9月09日       | あたし以外、好きにならないで……     |
| 最終話 | 8月06日       | 9月16日       | シックスティーンシンドローム       |